# Niewlino (jezioro w województwie zachodniopomorskim)
Niewlino (Nobliny) – jezioro rynnowe na Równinie Wałeckiej, położone w województwie zachodniopomorskim, w powiecie drawskim, w gminie Czaplinek. 
Przy północnym brzegu jeziora znajduje się miejscowość Nobliny (chociaż już w granicach innej gminy), a od południa jest połączone z jeziorem Kortkowo. Aktualnym zarządcą jest gospodarstwo rybackie w Czaplinku. Akwen jest bogaty w ryby m.in. w liny, okonie, płocie, szczupaki. Jezioro jest również eksploatowane w turystyce aktywnej.